# Peter Forney
Peter Forney (* 21. April 1756 bei Lincolnton, Lincoln County, Province of North Carolina; † 1. Februar 1834 im Lincoln County, North Carolina) war ein US-amerikanischer Politiker. Zwischen 1813 und 1815 vertrat er den Bundesstaat North Carolina im US-Repräsentantenhaus.

## Werdegang
Peter Forney war der Vater von Daniel Munroe Forney (1784–1847) und der Großvater von William Henry Forney (1823–1894), beides Kongressabgeordnete. Er besuchte die öffentlichen Schulen seiner Heimat. Während des Unabhängigkeitskrieges war er Hauptmann. Danach war er in der Eisenverarbeitung tätig. Gleichzeitig begann er eine politische Laufbahn. Ende der 1790er Jahre wurde er Mitglied der von Thomas Jefferson gegründeten Demokratisch-Republikanischen Partei. Zwischen 1794 und 1796 war er Abgeordneter im Repräsentantenhaus von North Carolina. Zwischen 1801 und 1802 gehörte er dem Staatssenat an.
Bei den Kongresswahlen des Jahres 1812 wurde Forney im damals neugeschaffenen 13. Wahlbezirk von North Carolina in das US-Repräsentantenhaus in Washington, D.C. gewählt, wo er am 4. März 1813 sein neues Mandat antrat. Da er im Jahr 1814 auf eine weitere Kandidatur verzichtete, konnte er bis zum 3. März 1815 nur eine Legislaturperiode im Kongress absolvieren. Diese war von den Ereignissen des Britisch-Amerikanischen Krieges geprägt.
Nach seinem Ausscheiden aus dem US-Repräsentantenhaus zog sich Forney aus der Politik zurück. Er starb am 1. Februar 1834 auf seinem Landsitz „Mount Welcome“ im Lincoln County.